# Do You Know Who You Are?
Do You Know Who You Are? là album phòng thu đầu tay và duy nhất của ban nhạc emo người Mỹ Texas Is the Reason. Tiêu đề của album xuất phát từ câu nói được xem là cuối cùng của John Lennon.

## Tiếp nhận
| Đánh giá chuyên môn | Đánh giá chuyên môn |
| Nguồn đánh giá      | Nguồn đánh giá      |
| Nguồn               | Đánh giá            |
| ------------------- | ------------------- |
| AllMusic            | [ 1 ]               |
| PopMatters          | [ 3 ]               |
| Punknews.org        | [ 4 ]               |

NME cho album một vị trí trong danh sách "20 Emo Albums That Have Resolutely Stood The Test Of Time", còn Rolling Stone xếp album ở số 12 trong danh sách "40 Greatest Emo Albums of All Time".

## Danh sách ca khúc
Tất cả nhạc phẩm được sáng tác bởi Texas Is the Reason.
1. "Johnny on the Spot" – 4:15
2. "The Magic Bullet Theory" – 2:48
3. "Nickel Wound" – 4:36
4. "There's No Way I Can Talk Myself Out of This One Tonight (The Drinking Song)" – 3:57
5. "Something to Forget" – 5:50
6. "Do You Know Who You Are?" – 2:43
7. "Back and to the Left" – 3:55
8. "The Day's Refrain" – 4:59
9. "A Jack with One Eye" – 4:39

## Thành phần tham gia
Texas Is the Reason
- Norm Arenas – guitar
- Chris Daly – trống
- Scott Winegard – bass
- Garrett Klahn – guitar, hát

Thành phần kỹ thuật
- G. Maryanski – thiết kế
- Drew Mazurek – kỹ thuật, phối khí
- J. Robbins – bộ gõ, dàn dây, sản xuất